# Yığılca
Yığılca ist eine Stadt und ein Landkreis der türkischen Provinz Düzce. Der Ort liegt etwa 25 Kilometer nordöstlich der Provinzhauptstadt Düzce und beherbergt 20,9 Prozent der Landkreisbevölkerung.
Der Landkreis liegt im Osten der Provinz. Er grenzt im Südwesten an den Landkreis Kaynaşlı, im Westen an den zentralen Landkreis, im Nordwesten an Akçakoca, im Norden an die Provinz Zonguldak und im Südosten an die Provinz Bolu. Von Yığılca führt eine Straße nach Westen in die Provinzhauptstadt und eine nach Norden ans Schwarze Meer bei Alaplı. Die Kreisstadt liegt am Fluss Küçük Melen Çayı zwischen den Bergketten der Akçakoca Dağları im Norden und der Bolu Dağları im Süden. Im Westen ist der Fluss zum Stausee Hasanlar Barajı aufgestaut.
Der Landkreis wurde 1954 geschaffen und besteht neben dem Verwaltungssitz (Merkez) noch aus 39 Dörfern (Köy, Mehrzahl: Köyler) mit durchschnittlich 297 Einwohnern. Aksaklar ist mit 853 Einwohnern das größte Dorf.
Der Landkreis Yığılca ist mit einer Fläche von 636 km² der zweitgrößte der Provinz. Ende 2020 war Yığılca mit 14.644 Einwohnern der Landkreis mit der niedrigsten Bevölkerung in der Provinz Düzce. Die Bevölkerungsdichte liegt mit 23 Einwohnern je Quadratkilometer unter dem Provinzdurchschnitt (159 Einwohner je km²) und ist die niedrigste innerhalb der Provinz.